# Kiełczewice Dolne
Kiełczewice Dolne – wieś w Polsce położona w województwie lubelskim, w powiecie lubelskim, w gminie Strzyżewice. Leży nad rzeką Bystrzycą (dopływ Wieprza).
| SIMC    | Nazwa    | Rodzaj    |
| ------- | -------- | --------- |
| 0391785 | Poczyśle | część wsi |

W latach 1975–1998 miejscowość należała administracyjnie do ówczesnego województwa lubelskiego.
Wieś stanowi sołectwo gminy Strzyżewice. Według Narodowego Spisu Powszechnego z roku 2011 wieś liczyła 197 mieszkańców.

## Zabytki
Według rejestru zabytków Narodowego Instytutu Dziedzictwa na listę zabytków wpisane są obiekty:
- cmentarz wojenny z I wojny światowej, 1914, nr rej.: A-1086 z 14.07.1993
- cmentarz wojenny z I wojny światowej, nr rej.: A/1080 z 31.12.1992.